# Esclavitud als Estats Units

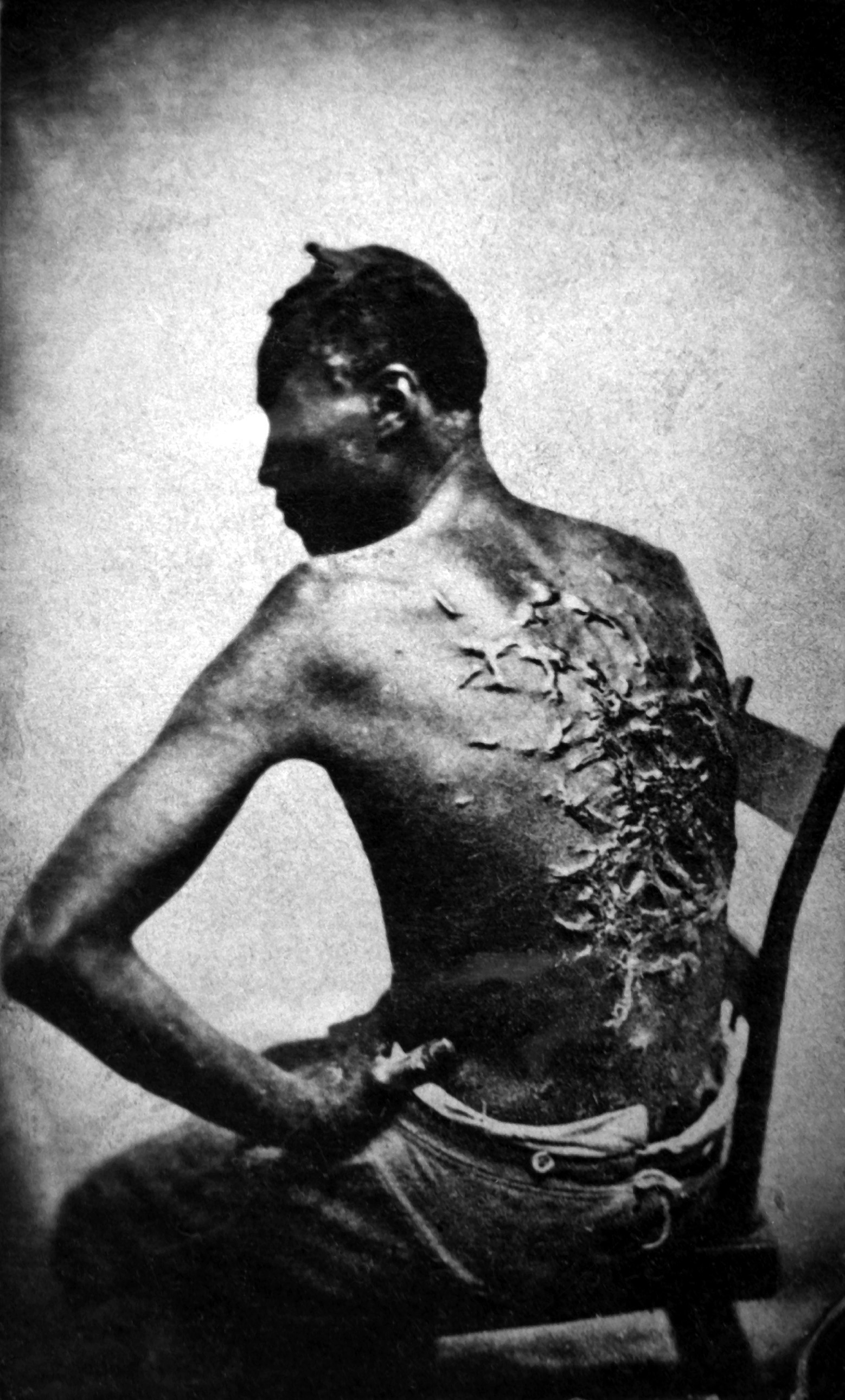
Peter, un esclau de Mississipi, 1863. Les cicatrius són resultat dels assots del seu capatàs. Va estar dos mesos recuperant-se de la pallissa.

L'esclavatge als Estats Units es refereix a la institució legal que va existir als Estats Units d'Amèrica durant els segles xviii i xix. L'esclavitud va ser practicada a l'Amèrica britànica des del principi de l'era de la colonia, i va ser fermament establerta quan es va signar la Declaració d'Independència dels Estats Units d'Amèrica. Després d'això, va existir una expansió gradual de l'abolicionisme en el Nord, mentre la ràpida expansió de la indústria del cotó des de l'any 1800 va causar al Sud aferrar-se fortament a l'esclavitud, i intentar expandir-la als nous territoris occidentals del país. Així, l'esclavitud va polaritzar la nació en estats esclavistes i estats lliures mitjançant la línia Mason-Dixon, que separava a Maryland (esclavista) i Pennsilvània (lliure).

## Història
De les 8.289.782 persones lliures que habitaven en els 15 estats esclavistes, 393.967 persones (4,8%) tenien esclaus, la qual cosa fa que l'amo mitjà tingués uns deu esclaus. La majoria dels esclaus era propietat dels amos de les plantacions, que són definits pels historiadors com aquells que tenien vint o més esclaus. El noranta-cinc per cent de les persones de raça negra vivien en els vaters de la gent blanca, representant un terç de la població d'aquesta regió monarca, per comparació a la zona del nord les persones negres solament representaven el 2% de la seva població. El treball dels esclaus va ser un factor important en l'acumulació de riquesa als Estats Units en la primera meitat del segle xix.
Però amb la victòria de la Unió en la Guerra Civil dels Estats Units, el sistema de treball esclau va ser abolit en el Sud. Això va contribuir al declivi de l'economia meridional després de la guerra, encara que va ser encara més afectada pel continu descens del preu del cotó a la fi del segle. Això va complicar la recuperació de la regió després de la guerra, així com un comparativament menor nivell d'infraestructures, que va provocar la manca de productes als mercats. El sud va afrontar la competència de productors forans de cotó com l'Índia i Egipte. La indústria del nord, que s'havia expandit ràpidament abans i durant la guerra, va sorgir després d'ella amb més força que l'economia agrícola del sud. Les indústries dels estats del nord van acabar per dominar molts aspectes de la vida de la nació, entre ells aspectes socials i alguns assumptes polítics. La classe social dels plantadors del sud va perdre temporalment molt poder. El ràpid desenvolupament econòmic subsegüent a la guerra civil va accelerar el desenvolupament de la moderna economia industrial dels Estats Units.
Dotze milions d'africans van ser enviats a Amèrica entre el segle xvi i el XIX. En l'actualitat, s'estima que 11.863.000 esclaus van ser enviats a través de l'Atlàntic. S'accepta en general que qualsevol altra estimació que es faci sobre aquest tema estarà més a prop d'augmentar aquesta xifra que de disminuir-la. D'ells, s'estima que 645.000 van ser enviats al que avui es coneix com als Estats Units. La major quantitat va ser transportada al Brasil, basat en els registres de 27.233 viatges que es van realitzar per aconseguir esclaus per a Amèrica. La població esclava als Estats Units havia crescut fins als quatre milions segons el cens de 1860.

## Esclavitud als Estats Units colonials
| Destinació                                         | Percentatge |
| -------------------------------------------------- | ----------- |
| Amèrica portuguesa                                 | 38.5%       |
| Amèrica britànica (sense comptar Amèrica del Nord) | 18.4%       |
| Imperi Espanyol                                    | 17.5%       |
| Amèrica francesa                                   | 13.6%       |
| Amèrica del Nord britànica                         | 6.45%       |
| Amèrica anglesa                                    | 3.25%       |
| Índies occidentals neerlandeses                    | 2.0%        |
| Índies occidentals daneses                         | 0.3%        |

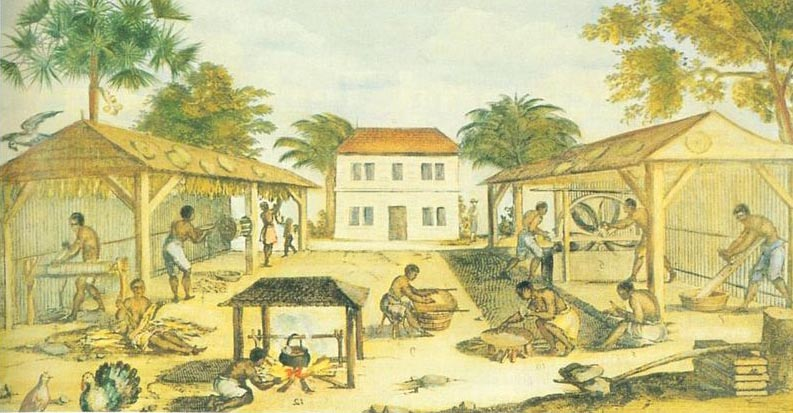
Esclaus processant tabac a Virgínia.

Al voltant de 600.000 esclaus van ser importats als Estats Units, el 5% dels esclaus que es van portar des d'Àfrica fins a Amèrica. La gran majoria dels esclaus africans van anar a colònies de sucre al Carib i Brasil, on l'esperança de vida era curta i els esclaus havien de ser constantment reemplaçats. L'esperança de vida era molt més alta als Estats Units (generalment per millor menjar, menys malalties, menys treball, i millor servei mèdic), així que els nombres van créixer ràpidament excedint el nombre de naixements al de morts, arribant a quatre milions en el Cens de 1860. Des de 1770 fins a 1860, la taxa de creixement natural dels esclaus nord-americans era molt major que el creixement natural que té la població de qualsevol país d'Europa, i era gairebé dues vegades més ràpid que la taxa de creixement de població a Anglaterra.
Els primers 19 negres van arribar a prop de Jamestown, Virgínia, el 1619, portats per comerciants holandesos que s'havien apoderat d'un vaixell espanyol d'esclaus. Els espanyols normalment batejaven als esclaus a Àfrica abans d'embarcar-los pel que la llei anglesa els considerava cristians batejats exempts de l'esclavitud, de manera que aquests negres es van unir a uns 1.000 treballadors contractats ja establerts en la colònia. Alguns van aconseguir la llibertat i posseïen terres. Anthony Johnson, un negre lliure, va ser el primer propietari d'un esclau a l'Amèrica colonial.
En els primers anys de la colònia de la badia de Chesapeake, la majoria dels treballadors procedien de la Gran Bretanya com a "servents". Per guanyar el pas a les colònies, es van signar els contractes de fideïcomís per pagar amb treball el passatge, manteniment i formació, en general en una granja, ja que les colònies eren principalment agrícoles. Els servents eren joves que tenien la intenció de convertir-se en residents permanents. Alguns mestres els van tractar tan bé com si fossin membres de la família; no eren esclaus. En alguns casos, els criminals convictes van ser transportats a les colònies com a servents, en lloc de ser empresonats. Molts escocesos, irlandesos, i alemanys van arribar en el segle xviii.
Els historiadors estimen que més de la meitat de tots els immigrants blancs en les colònies britàniques d'Amèrica del Nord durant els segles xviii i xix van arribar com a servents. El nombre de servents entre els immigrants era particularment alt en el Sud. Els primers colons de Virgínia van tractar als primers africans en la colònia com a servents. Eren alliberats després d'un període marcat i se'ls proporcionava l'ús de la terra i suficients subministraments pels seus antics mestres. L'historiador Ira Berlin va notar que el que anomenava la generació charter estava feta algunes vegades d'homes multirracials que eren servents, i els ancestres dels quals eren africans i ibèrics. Eren descendents de portuguesos i espanyols que van treballar en els ports africans com a comerciants o moderadors en la venda d'esclaus.
| Data      | Nombres                                                   |
| --------- | --------------------------------------------------------- |
| 1620–1700 | 21.000                                                    |
| 1701–1760 | 189.000                                                   |
| 1761–1770 | 63.000                                                    |
| 1771–1790 | 56.000                                                    |
| 1791–1800 | 79.000                                                    |
| 1801–1810 | 124.000, Inclou 10.000 esclaus a Louisiana abans de 1803. |
| 1810–1865 | 51.000                                                    |
| Total     | 597.000                                                   |

La Colònia de la Badia de Chesapeake va tenir dificultats per atreure suficients treballadors; a més, hi havia una alta taxa de mortalitat en els primers anys de la colònia. Els hisendats van descobrir que el primer problema amb els servents va ser que marxaven a la colònia després de diversos anys, concretament quan s'havien convertit en treballadors qualificats i valuosos. A més, una millora en l'economia britànica a la fi del segle xvii i a principis del xviii va fer que menys treballadors decidissin anar a les colònies. La situació dels africans es va transformar de servitud voluntària a esclavitud, per la qual cosa no podien abandonar les colònies. No hi havia lleis sobre l'esclavitud en la història primerenca de Virgínia, no obstant això, per 1640, els tribunals de Virgínia havien condemnat a almenys un criat negre, John Punch, a l'esclavitud.
El 1654, John Casor, un servent negre, es va convertir en el primer esclau legalment reconegut a l'Amèrica Colonial. Casor li va dir a algú anomenat Robert Parker, que el seu propietari, un colon negre lliure anomenat Anthony Johnson, l'havia mantingut més enllà del seu final com a esclau. Parker li va dir a Johnson que si no alliberava a Casor, Parker informaria a la justícia sobre aquest fet; segons les lleis locals, això podia causar la pèrdua d'algunes de les terres de Johnson. Sota pressió, Johnson va alliberar en Casor, que va estar set anys treballant per a Parker. Johnson, que va sentir que havia estat enganyat, li va dir a Parker que volia recuperar en Casor com a esclau. El Comtat de Northampton va fallar a favor de Johnson, declarant que Parker estava allunyant a Casor del seu amo legítim, que legalment el tenia "per a tota la vida".

## Esclaus fugitius als Estats Units
El fenomen dels esclaus que fugien i buscaven guanyar la llibertat és tant vella com la mateixa institució de l'esclavitud. A la història de l'esclavitud als Estats Units, els esclaus fugitius (fugitive slaves o runaway slaves) eren els esclaus que volien abandonar el seu propietari i viatjaven sense autorització; generalment intentaven arribar a altres estats o territoris en els que l'esclavitud estava prohibida com el Canadà. Moltes lleis esclavistes intentaven controlar el moviment dels esclaus, que havien de portar passaports oficials si viatjaven sense el seu propietari.
En la llei dels esclaus fugitius de 1850 es van augmentar les penes contra els esclaus fugitius i la gent que els ajudava. Això va provocar que els esclaus fugitius intentessin abandonar els Estats Units en direcció a Mèxic o a Canadà. Els defensors de l'esclavitud afirmaven que la majoria dels esclaus preferien continuar amb aquest estatus; tot i això, es considera que un milió i mig de persones van escapar-se per obtenir la llibertat, cosa que representa un de cada cinc dels esclaus estatunidencs. Es creu que aquest nombre no fou superior perquè molts esclaus no sabien cap a on anar o què havien de fer per a sobreviure.

## L'abolicionisme

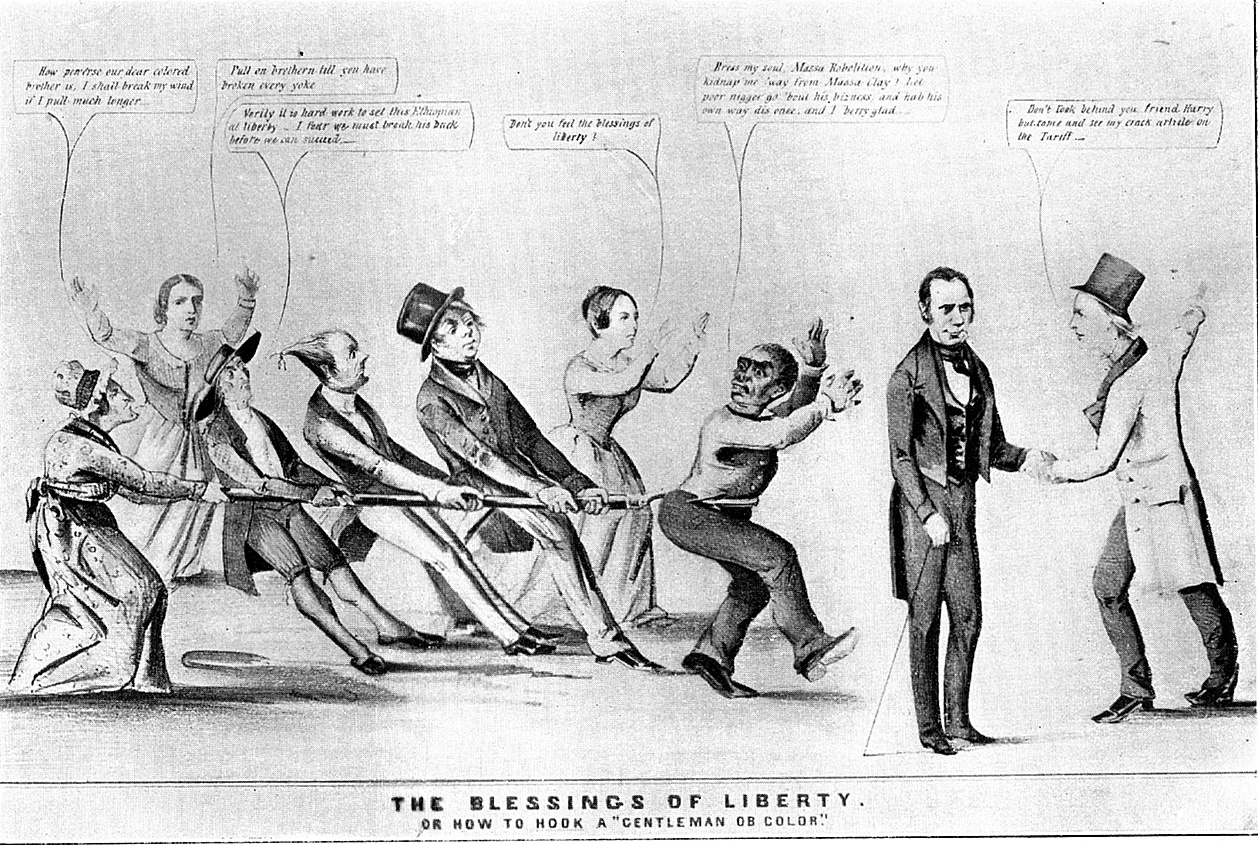
Caricatura contemporània de l'abolicionisme

El moviment abolicionista es va formar el 1830 en els estats del nord dels Estats Units, en els quals se li va donar molta publicitat. El 1831 es va fundar la New-England Antislavery Society (Societat antiesclavitud de Nova Anglaterra).
El moviment tenia les seves arrels el segle xviii, on havia nascut amb l'objectiu de prohibir el tràfic d'esclaus. La possessió d'esclaus es va permetre fins al final de la Guerra de Secessió, particularment en els estats del sud. La constitució tractava en certs punts l'esclavitud encara que en cap no s'usava aquesta paraula.
Tots els estats al nord de Maryland van abolir l'esclavitud entre 1789 i 1830, gradualment i en diferents moments. Tanmateix, el seu estatus va romandre inalterat al sud i els costums i el pensament públic van evolucionar en defensa de l'esclavitud com a resposta al creixent enfortiment de l'actitud antiesclavitud del nord. El punt de vista contra l'esclavitud que mantenien molts homes del nord després de 1830 va anar portant lentament i imperceptiblement cap al moviment abolicionista. La majoria dels estats del nord no acceptaven les posicions extremes dels abolicionistes. Abraham Lincoln, malgrat ser contrari a l'esclavitud, tampoc no acceptava l'abolicionisme.
L'abolicionisme com a principi era alguna cosa més que un mer desig d'ampliar les restriccions a l'esclavitud. La majoria dels del nord acceptaven l'existència de l'esclavitud, no tenien per objectiu canviar això, sinó afavorir una política d'alliberament indemnitzada i gradual. Els abolicionistes en canvi volien acabar amb l'esclavitud d'una vegada per totes i per sempre i el moviment es va caracteritzar pel suport de l'aplicació de la violència per precipitar el final, com mostren les activitats de John Brown. El moviment abolicionista es va difondre particularment gràcies a l'efectiva propaganda de William Lloyd Garrison.
En la Guerra de Secessió dels Estats Units l'abolicionisme va jugar cert paper. Encara que els quàquers (Benjamin Lay, John Woolman) es van donar a conèixer parcialment per la seva participació en aquest moviment, aquest no estava en cap cas limitat als quàquers. Aquest punt va ser un de molts que va portar a la fundació dels metodistes lliures, un grup que es va separar en la dècada de 1860 de l'Església Metodista.
Molts abolicionistes americans van exercir un paper actiu en contra de l'esclavitud en l'"Underground Railroad", que, tractava d'ajudar els esclaus fugitius malgrat les grans penes que això podia portar segons la llei federal que va entrar en vigor el 1850.
Mitjançant la Proclamació d'Emancipació (promulgada pel president Abraham Lincoln, en la que es va declarar la llibertat de tots els esclaus l'any 1863 i va entrar en efecte per primera vegada al final de la Guerra Civil 1865) els abolicionistes americans van obtenir l'alliberació dels esclaus en els estats en els quals hi continuava havent esclavitud i la millora de les condicions en la dels americans negres en general. El moviment abolicionista va adobar el camp per al moviment per als drets civils nord-americà.